# Anna Piattoli Bacherini
Anna Piattoli nacida Bacherini (Florencia, 1720 – Florencia., 1788) fue una miniaturista, pintora al óleo y pastelista italiana, conocida por sus retratos y temas religiosos.

## Trayectoria
Bacherini fue alumna de los pintores florentinos Francesco Cuente y Violante Beatrice Siries, cuyo trabajo le resultó de inspiración. Atrajo la atención del erudito Francesco Niccolò Gabburri, que la describió así en sus Vidas de pintores: "Esta niña muy ingeniosa vive en Florencia en el presente año de 1739 y bajo la dirección del caballero Francesco Conti trabaja maravillosamente en retratos y otras cosas que asombran a cualquiera que vea sus pinturas. Por su mérito, fue inscrita entre los académicos de San Luca en Florencia y, a medida que progresa día a día en valor y perfección, hay razones para esperar que en poco tiempo pueda ser una segunda Rosalba". En 1741, se casó con el pintor retratista Gaetano Piattoli (1700-1790) y tuvieron dos hijos, Giuseppe, también pintor, y Scipione, que se convirtió en sacerdote católico, educador, escritor y activista político.
A pesar de que se la consideraba una artista menor de su tiempo, el conjunto de sus obras sugiere que pintó imágenes muy sinceras de tema religioso y, al mismo tiempo, se involucró en retratos más frívolos, consciente de las costumbres de la época y de los mayores ingresos que le garantizaban. Fue muy apreciada por los Grandes Duques de Toscana por su talento como pintora y maestra. Desafortunadamente, a pesar de una vida continua de trabajo, se conserva muy poco de su pintura. Además, muchas de las obras catalogadas necesitan restauración. Un ejemplo es el San Francisco en oración (actualmente en espera de restauración en el depósito del Museo del Cenacolo di Andrea del Sarto en Florencia).

## Obra
Dos pinturas religiosas atribuidas a Piattoli, Padre Giovanni di Gesù Maria y Padre Ildefonso di San Luigi Gonzaga, se conservan actualmente en los sótanos de los Uffizi, y nunca se han exhibido en la Galería En los almacenes de los Uffizi también hay un autorretrato juvenil de la pintora (óleo sobre lienzo), fechado en 1744 y un Autoritratto con il marito Gaetano (ca.1745 ), en el que Piattoli se retrató en primer plano con su esposo detrás de ella.
Su autorretrato más conocido, una pintura al óleo de 1776, en la que la pintora se representó a sí misma mientras copiaba la Madonna del Sacco de Andrea del Sarto, se exhibe en el Corredor vassariano. La pintura religiosa San Francesco in preghiera se encuentra en el depósito del Museo de San Salvi en Florencia. El retrato de Teresa da Verrazzano nei Vai, terminado en 1753, se conserva en la Quadreria del Palazzo Comunale en Prato. El retrato es de estilo neoclásico y se caracteriza por una atención particular del artista, especialmente en la representación de los detalles.
El retrato de Teresa Margarita Redi, realizado en 1770, se conserva en el antiguo Convento Carmelita de Florencia. Una pintura de Anna Piattoli de tema religioso, realizada inicialmente para la Iglesia de Montughi, cerca de Florencia, se encuentra en el Museo de Arte de Cleveland en Cleveland (Ohio, Estados Unidos).

## Galería

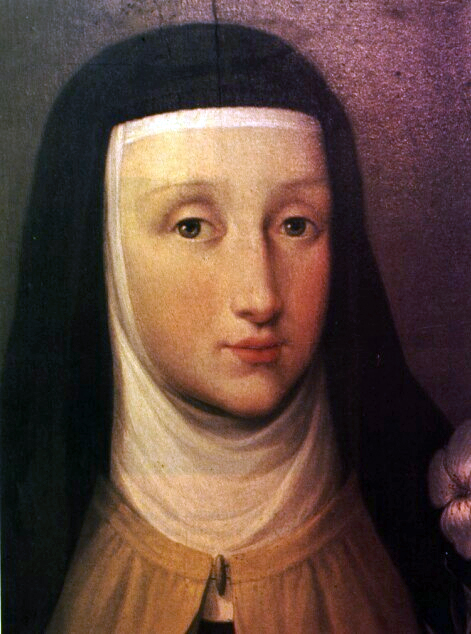
Santa Teresa Margherita del Sacro Cuore (1770), en el antiguo Convento Carmelita de Florencia.

## Otros proyectos
- Wikimedia Commons contiene imágenes y archivos de Anna Piattoli Bacherini

- Datos: Q2850456
- Multimedia: Anna Bacherini Piattoli / Q2850456